# الدائرة الثامنة عشرة في باريس
الدائرة الثامنة عشرة في باريس هي واحدة من 20 دائرة من دوائر باريس (مقاطعة إدارية) في مدينة باريس الفرنسية.
وتقع على الضفة اليمنى لنهر السين، وتشمل جزء من البلدة القديمة من حي مونمارتر والبلدة القديمة من حي الشابل، ورُبطت بباريس في عام 1860. وهي الدائرة الثانية من مدينة باريس من حيث عدد السكان بعد الدائرة 15. 
ويعبر الدائرة ال18 العديد من الشوارع مثل بولفار باربيس (Barbes) وبلولفارد أورنانو Ornano وكذلك شارع ماركاديه.
تم إنشاء منطقة ال18 بموجب القانون الصادر في 16 يونيو 1859 ليصل عدد المناطق 12-20 في سياق ضم الضواحي .
أُنشأت هذه الدائرة في البداية في عام 1860 من أجزاء من بلديات:
- القسم الأكبر من حي مونمارتر.
- معظم معظم حي الشابل.
- جزء صغير من سانت وان .
- جزء صغير من Batignolles-مونسو.

وفيها تقع معالم تاريخية مهمة جداً كطاحونة لا كاليت وهي طاحونة قمح ومعصرة عنب للخمر، وأيضاً الطاحونة الحمراء وهي صالة عروض الأشهر في العالم .و القط الأسود . و كاتدرائية الساكري كور الموجودة على تلّة في الوسط الجنوبي من هذه الدائرة وهي من الكنائس الأشهر في فرنسا.

## السكان
السكان السكان منقسمون بين ذوي الدخل المنخفض والمتوسط حي الشابل و حي كوت دور السكان الأكثر ثراء نسبيا موجودون في حي كلينكورت. تخضع الأحياء المتواضعة في هذه الدائرة إلى تحسن كبير وإصلاحات تترتفع فيها الأسعار وتتغير البنية الديموغرافية. حيث بدأت طبقة الموظفين وكذلك الكثير من الفنانين بالسكن في هذه الدائرة كما هو الحال في الدائرة العشرين والدائرة التاسعة عشرة من باريس .
هذه الدائرة هي الثانية في مدينة باريس من حيث عدد السكان بعد الدائرة 15.
| السنة | السكان  | الكثافة |
| ----- | ------- | ------- |
| 1872  | 138,109 | 22,980  |
| 1931  | 288,810 | 48,095  |
| 1954  | 266,825 | 44,397  |
| 1962  | 254,974 | 42,460  |
| 1968  | 236,776 | 39,430  |
| 1975  | 208,970 | 34,799  |
| 1982  | 186,866 | 31,118  |
| 1990  | 187,657 | 31,250  |
| 1999  | 184,586 | 30,739  |
| 2009  | 200,631 | 33,383  |

### الهجرة

أحياء الدائرة الثامنة عشر

| ولد في متروبوليتان فرنسا | ولدوا خارج العاصمة فرنسا                       | ولدوا خارج العاصمة فرنسا                         | ولدوا خارج العاصمة فرنسا | ولدوا خارج العاصمة فرنسا |
| 72.5%                    | 27.5%                                          | 27.5%                                            | 27.5%                    | 27.5%                    |
| 72.5%                    | ولد في مقاطعات وأقاليم ما وراء البحار الفرنسية | ولدوا في بلدان أجنبية بجنسية فرنسية عند الولادة¹ | EU-15 المهاجرين²         | غير EU-15 المهاجرين      |
| 72.5%                    | 1.9%                                           | 3.6%                                             | 3.9%                     | 18.1%                    |

## أهم المعالم
في هذه الدائرة واحدة من أشهر معالم باريس السياحية وهي :
- طاحونة لا كاليت وهي طاحونة قمح ومعصرة عنب للخمر.
- كاتدرائية الساكري كور الموجودة على تلّة في الوسط الجنوبي من هذه الدائرة.
- كنيسة سان دوني في الشابل على طريق كاتدرائية سان دوني في مدينة سان دوني شمال باريس.
- كنيسة سان برنارد في الشابل في حي كوت دور وقريبة من حي الشابل.
- كرم عنب مونمارتر وهو معروف جداً ويعتبر حقل العنب الأخير الذي بقي في باريس لإنتاج النبيذ.

كما يوجد الملاهي الليلية الأكثر شهرة في باريس والعالم كـ :
- الطاحونة الحمراء ، صالة عروض الأكثر شهرة في العالم.
- ملهى القط الأسود ، ملهى ليلي.

و صالات الحفلات كـ لاسيكال بالإضافة إلى صالات منتشرة على السفح الجنوبي لمرتفع المونمارتر.